# Laogai

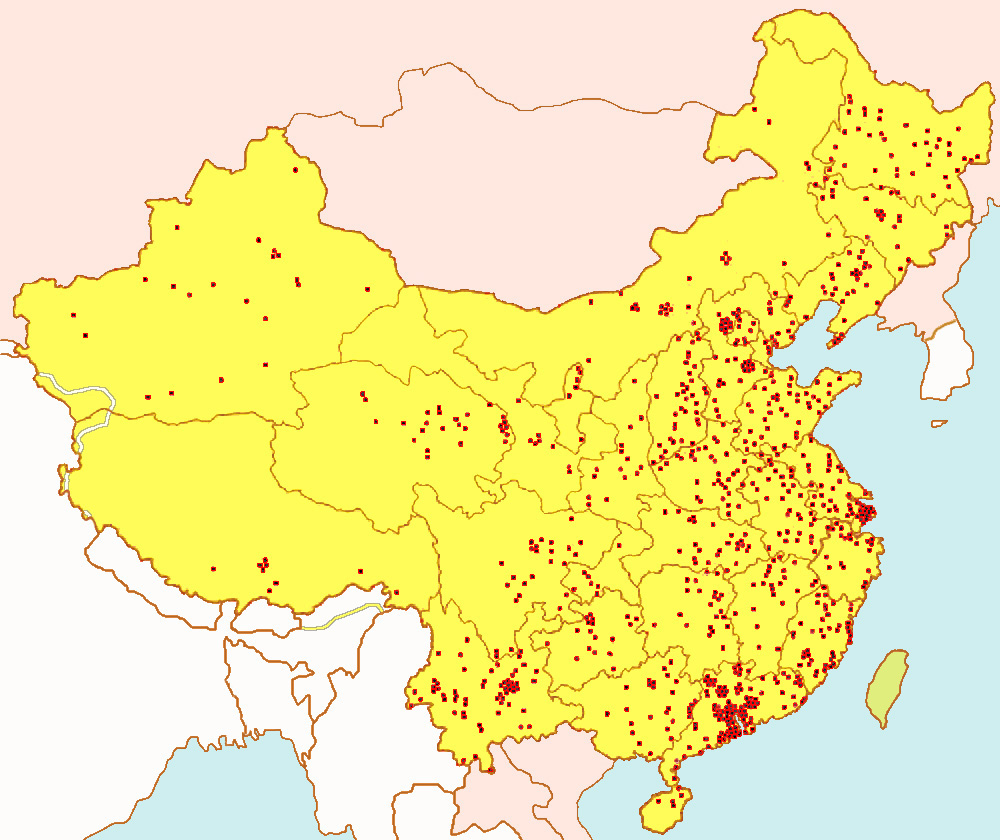
Situación de los laogais (1992).

Laogai (Chino: 勞改; pinyin: láo găi), la abreviatura de Laodong Gaizao (勞動改造) que significa reforma por el trabajo (traducido habitualmente como reeducación por el trabajo), es el lema del sistema de justicia chino y se usa para referirse al uso de trabajos forzosos en las prisiones de la República Popular China y, por extensión, a los lugares donde ocurre. Se estima que de 1955 a 2005 más de 50 millones de personas pasaron por los campos del Laogai.

## Origen y evolución del sistema
El sistema laogai se distingue del laojiao, o reeducación mediante el trabajo (que es la detención administrativa de una persona que no se considera un delincuente pero ha cometido delitos menores) y se destina a la reforma de los detenidos en ciudadanos respetuosos de la ley  Las personas detenidas bajo el laojiao están detenidas en instalaciones diferentes a las del sistema penitenciario general de laogai. Ambos sistemas, sin embargo, implican mano de obra penal. 
Durante la década de 1960 - especialmente durante la llamada Revolución Cultural - las cárceles chinas, que se llenaron de presos acusados de ser críticos con el gobierno o de contrarrevolucionarios, fueron organizadas como fábricas. Al comenzar la década de 1980 se liberó a mucha gente arrestada por razones políticas o religiosas gracias a las reformas de Deng Xiaoping. En 1997 fue revisado el Código de Procedimiento Penal, el cual puso fin a la política oficial del laogai, pero algunas cárceles en la Región Autónoma del Tíbet y en la provincia de Qinghai siguen la práctica del trabajo forzoso como una continuación del laogai.
Se ha denunciado que las prisiones chinas producen los artículos que se venden en países extranjeros, cuyos beneficios van al Gobierno. Los productos son de todo tipo, desde té verde a motores industriales o carbón de minas. Sin embargo, estos productos son una cantidad insignificante en la cuenta de exportación de China, y se ha argumentado que el trabajo carcelario no es en sí mismo una violación de los derechos humanos, y que los motivos por los que la mayoría de presos en cárceles chinas están allí también son crímenes fuera de China, si bien muchos de los encarcelados no han recibido sentencia y otros serían presos por motivos políticos o religiosos.[cita requerida]
El cambio significativo del modelo del socialismo a un sistema con más elementos comunes de una economía capitalista (como son los recaudos de impuestos y otros gravámenes impositivos) ha reducido las transferencias a los gobiernos locales, aumentando la presión para que estos procuren suplir su renta usando el trabajo de las prisiones. Como los presos no son una buena mano de obra, los artículos producidos son de calidad extremadamente baja, lo que los hace invendibles en competencia con los hechos por trabajadores pagados. Por otra parte se alega que el trabajo en las prisiones ha mejorado considerablemente las condiciones de los presos, porque los guardas han descubierto que si están bien tratados son más productivos.
Una visión interna de la época comprendida entre 1950 y 1990 está en los libros de Harry Wu, como Troublemaker y Laogai. Wu pasó casi toda su vida de adulto como preso en estos campos por criticar al gobierno cuando era estudiante universitario. Estuvo al borde de la muerte en varias ocasiones pero consiguió escapar a los Estados Unidos. Sus críticos alegan que desconoce el actual papel del trabajo forzoso en las prisiones chinas y que no hace caso de los enormes cambios que han ocurrido en China desde entonces. Sus partidarios precisan que Wu volvió a su país natal en los años 90, investigó campos de trabajo y comprobó que poco había cambiado; fue arrestado de nuevo, pero le liberaron gracias a las presiones de políticos estadounidenses.